# Kirton in Lindsey
Kirton in Lindsey – miasto i civil parish w Wielkiej Brytanii, w Anglii, w hrabstwie North Lincolnshire, Lincolnshire.  W 2011 civil parish liczyła 3231 mieszkańców. Kirton in Lindsey jest wspomniana w Domesday Book (1086) jako Chircheton(e)/Circeton.